# Xã Union, Quận Vanderburgh, Indiana
Xã Union (tiếng Anh: Union Township) là một xã thuộc quận Vanderburgh, tiểu bang Indiana, Hoa Kỳ. Năm 2010, dân số của xã này là 292 người.